# Wembley
 Denne artikel omhandler en forstad i London. Opslagsordet har også en anden betydning, se Wembley Stadium.
Wembley er en forstad beliggende nordvest for London.
I Wembley byggede man i 1922 Englands største stadion, Empire Stadium, med 100.000 tilskuerpladser. Wembley Stadium anvendes især til fodbold.
I forbindelse hermed opførtes 1935 Empire Pool, der rummer 10.000 tilskuerpladser til indendørs idræt. Det kaldes i dag for Wembley Arena.
De olympiske lege i 1948 blev afholdt med Wembley Stadium som centrum.